# Loire (rivier)
De Loire is met een lengte van 1012 km de langste rivier van Frankrijk. De rivier stroomt door de plaatsen Nantes en Orléans.
De Loire (La Loire) moet niet worden verward met de Loir (Le Loir).

## Hydrologie

### Bron
De Loire ontspringt in de Ardèche in het Centraal Massief, op een hoogte van 1400 meter boven de zeespiegel, aan de voet van de Mont Gerbier de Jonc. Over de juiste locatie van de bron bestaat enige onenigheid en twee locaties claimen deze titel: de bekendste bevindt zich in een stal van een boerderij waar het water uit de kraan komt, de andere ligt onopvallend in een weide even verder.

### Stroomgebied
Het stroomgebied van de Loire van 117.000 km² beslaat een vijfde deel van Frankrijk. De Loire mondt uit in de Atlantische Oceaan. De getijdenwerking gaat tot 60 kilometer landinwaarts.
De Loire loopt door twaalf departementen, in vier regio's:
- Ardèche, Auvergne-Rhône-Alpes
- Haute-Loire, Auvergne-Rhône-Alpes
- Loire, Auvergne-Rhône-Alpes
- Saône-et-Loire, in Bourgogne-Franche-Comté
- Allier, Auvergne-Rhône-Alpes
- Nièvre, Bourgogne-Franche-Comté
- Cher, in Centre-Val de Loire
- Loiret, in Centre-Val de Loire
- Loir-et-Cher, in Centre-Val de Loire
- Indre-et-Loire, in Centre-Val de Loire
- Maine-et-Loire, Pays de la Loire
- Loire-Atlantique, Pays de la Loire

### Zijrivieren
De voornaamste zijrivieren van de Loire zijn:
- Allier
- Cher
- Indre
- Loiret
- Maine
  - Mayenne
  - Sarthe
  - Loir
- Vienne
  - Creuse
- Thouet
- Erdre

## Overstromingen
De rivier kent erg sterke fluctuaties in debiet, zelfs in de benedenloop. Op de bovenloop van de Loire en de Allier kunnen overstromingen voorkomen in de zomermaanden bij een wind uit zuidoostelijke richting. Op de benedenloop kunnen in de winter overstromingen voorkomen bij westenwind. Maar in de herfst kunnen overstromingen voorkomen over de gehele lengte van de rivier.
In het verleden is de Loire veelvuldig overstroomd. De oudst bekende overstroming in de geschreven geschiedenis vond plaats in 580 en werd beschreven door Gregorius van Tours. Er waren opnieuw grote overstromingen in 1414, 1428, 1567, 1570, 1586, 1608, 1628, 1641, 1707, 1710, 1712, 1789 en 1790. In oktober 1846 bereikte de Loire in Unieux een peil dat 14,1 m hoger was dan het normale lage peil van de rivier. In die eeuw waren er nog zware overstromingen in mei-juni 1856 en september 1866. Er waren nieuwe overstromingen in 1907, 1910, 1933, 1943, 1976 en 1980. Ook in de 21e eeuw waren er nog overstromingen in 2002, 2003 en 2008.

## Werelderfgoed
Het Loiredal tussen Sully-sur-Loire en Chalonnes-sur-Loire is door UNESCO tot Werelderfgoed verklaard vanwege de vele kastelen die daar te vinden zijn. Zie: Loirevallei tussen Sully-sur-Loire en Chalonnes-sur-Loire.

## Plaatsnamen
Een zeventigtal gemeenten waarvan de naam verwijst naar de naam loire:
- in Haute-Loire:

Aurec-sur-Loire, Chamalières-sur-Loire, Cussac-sur-Loire, Lavoûte-sur-Loire, Monistrol-sur-Loire, Solignac-sur-Loire,
- in Loire:

Belmont-de-la-Loire, Saint-Jean-Saint-Maurice-sur-Loire
- in Saône-et-Loire:

Gilly-sur-Loire, Perrigny-sur-Loire, Saint-Aubin-sur-Loire, Vitry-sur-Loire
- in Allier:

Gannay-sur-Loire, Monétay-sur-Loire, Pierrefitte-sur-Loire
- in Nièvre:

Avril-sur-Loire, La Celle-sur-Loire, La Charité-sur-Loire, Cosne-Cours-sur-Loire, Fleury-sur-Loire, Germigny-sur-Loire, Lamenay-sur-Loire, Mesves-sur-Loire, Neuvy-sur-Loire, Pouilly-sur-Loire, Saint-Ouen-sur-Loire, Sermoise-sur-Loire, Sougy-sur-Loire, Tracy-sur-Loire,
- in Cher:

Belleville-sur-Loire
- in Loiret:

Beaulieu-sur-Loire, Bonny-sur-Loire, Châteauneuf-sur-Loire, Châtillon-sur-Loire, Meung-sur-Loire, Ousson-sur-Loire, Ouzouer-sur-Loire, Saint-Benoît-sur-Loire, Saint-Brisson-sur-Loire, Saint-Firmin-sur-Loire, Saint-Père-sur-Loire, Sully-sur-Loire
- in Loir-et-Cher:

Chaumont-sur-Loire, Cour-sur-Loire, Muides-sur-Loire, Rilly-sur-Loire, Saint-Denis-sur-Loire, Saint-Dyé-sur-Loire
- in Indre-et-Loire:

La Chapelle-sur-Loire, Chouzé-sur-Loire, Lussault-sur-Loire, Montlouis-sur-Loire, Saint-Cyr-sur-Loire, Saint-Michel-sur-Loire
- in Maine-et-Loire:

Chalonnes-sur-Loire, Champtocé-sur-Loire, Juigné-sur-Loire, Montjean-sur-Loire, Rochefort-sur-Loire, Les Rosiers-sur-Loire, Sainte-Gemmes-sur-Loire, Saint-Georges-sur-Loire, Saint-Mathurin-sur-Loire, Saint-Saturnin-sur-Loire, Varennes-sur-Loire
- in Loire-Atlantique:

Le Fresne-sur-Loire, Lavau-sur-Loire, Mauves-sur-Loire, Sainte-Luce-sur-Loire, Saint-Sébastien-sur-Loire, Thouaré-sur-Loire
- Biblioteca Nacional de España: XX5415420
- Bibliothèque nationale de France: cb11939598k (data)
- Gemeinsame Normdatei: 4036256-5
- Library of Congress Control Number: sh85078154
- Nationale Bibliotheek van Tsjechië: ge160483
- Nationale Bibliotheek van Israël: 987007536252905171